# Шаповалов, Евгений Петрович
Евгений Петрович Шаповалов (1904—1977) — советский офицер, в годы Великой Отечественной войны — командир 23-й Краснознамённой гвардейской мотострелковой бригады 7-го гвардейского танкового корпуса 3-й гвардейской танковой армии 1-го Украинского фронта, гвардии подполковник. Герой Советского Союза (31.05.1945). Генерал-майор танковых войск (31.05.1954).

## Биография

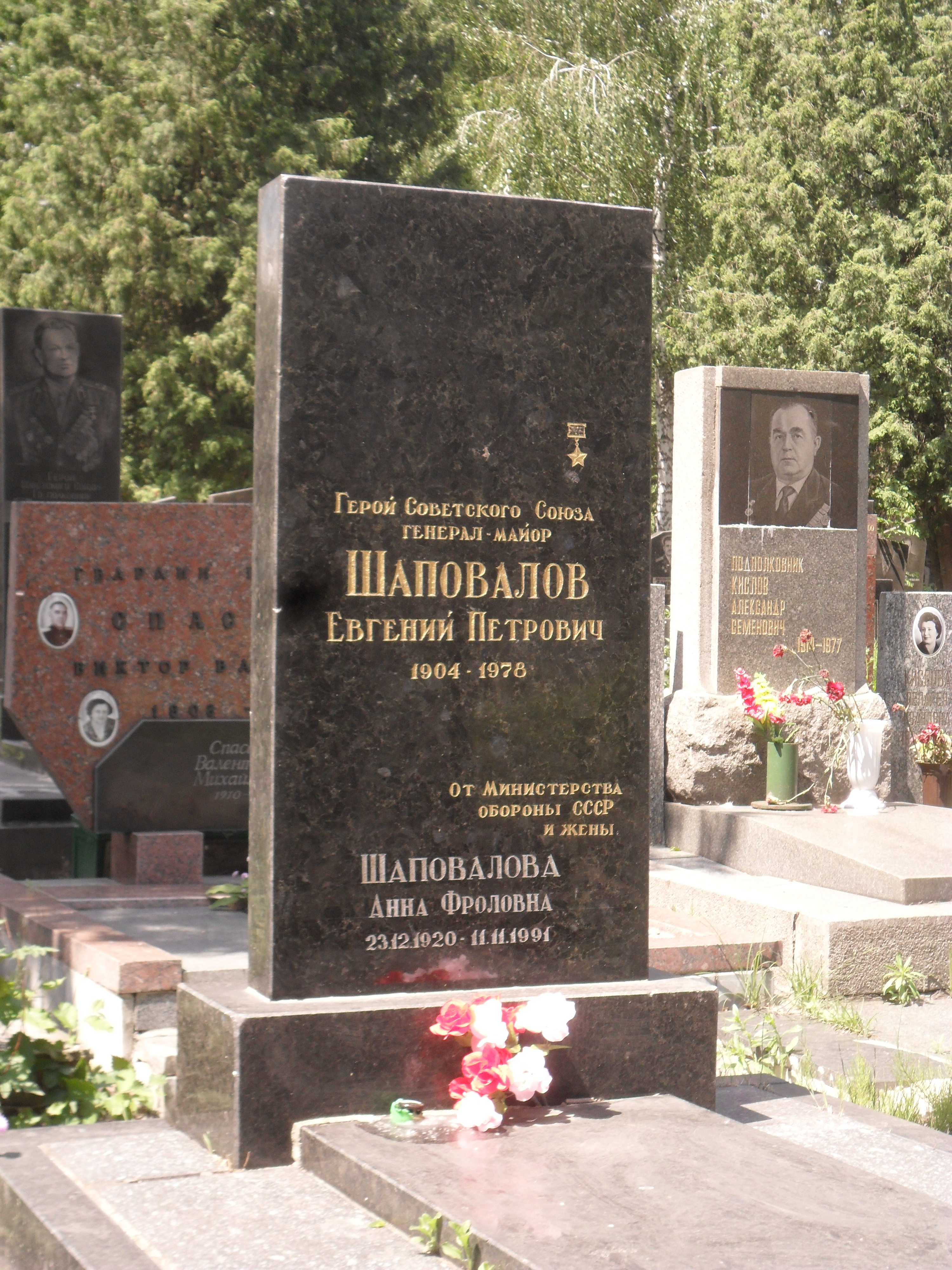
Могила Шаповалова на Лукьяновском военном кладбище Киева

Родился 12 (25) декабря 1904 года в городе Таганрог области Войска Донского, ныне Ростовской области, в семье рабочего. Русский.
Окончил начальную школу. Работал сапожником.
В сентябре 1921 года был призван по партийной мобилизации в Красную Армию, но для прохождения службы направлен в Таганрогское отделение дорожно-транспортной ЧК, где служил линейным сотрудником. В июле 1922 года направлен на учёбу в Харьковскую школу червоных старшин. Там учился два года, в августе 1924 года переведён в 5-ю кавалерийскую школу имени С. М. Будённого (Зиновьевск), которую окончил в 1925 году. С августа 1925 года служил в 16-м кавалерийском полку 3-й Бессарабской кавалерийской дивизии Украинского военного округа (Бердичев): командир кавалерийского взвода, с марта 1926 — командир пулемётного взвода. С октября 1926 года командовал конным взводом 299-го стрелкового полка 100-й стрелковой дивизии того же округа (Белая Церковь). С апреля 1931 года исполнял должность помощника командира по политической части 52-го кавалерийского полка 9-й кавалерийской дивизии того же округа (Гайсин), в ноябре утверждён политруком эскадрона. В феврале 1933 года переведён в 5-ю Ставропольскую кавалерийскую дивизию имени М. Ф. Блинова Украинского ВО (Житомир): врид политрука эскадрона 29-го кавалерийского полка, с января 1934 — командир и политрук эскадрона 26-го кавалерийского полка. В августе 1937 года вновь вернулся в 3-ю Бессарабскую кавалерийскую дивизию имени Г. И. Котовского, став там помощником начальника штаба 13-го кавалерийского полка, в октябре 1938 — начальником штаба 158-го кавалерийского полка (Изяслав). С августа 1939 года временно исполнял должность командира 49-го запасного кавалерийского полка Киевского особого военного округа (Житомир). С ноября 1939 года командовал 120-м отдельным разведывательным батальоном 135-й стрелковой дивизии КОВО (Белая Церковь).
Член ВКП(б) с 1940 года.
В боях Великой Отечественной войны с июня 1941 года. Батальон под его командованием в составе 27-го стрелкового корпуса 5-й армии Юго-Западного фронта участвовал в приграничном сражении на Западной Украине и в Киевской оборонительной операции.
17 октября 1941 года был зачислен слушателем на курсы при Военной академии РККА имени М. В. Фрунзе, но уже 22 ноября 1941 года получил назначение начальником штаба 98-й кавалерийской дивизии Среднеазиатского военного округа (Чарджоу), одновременно с 27 ноября по 27 декабря временно исполнял должность командира дивизии. С 31 марта 1942 года — заместитель командира 81-й кавалерийской дивизии этого округа (Кушка). В сентябре дивизия получила приказ об отправке на фронт, в октябре прибыла в район Сталинграда, где вошла в состав 51-й армии Сталинградского фронта. Участвовала в Сталинградской битве в районе Абганерово, Котельниково, Верхне-Курмоярская. Особо тяжелые бои пришлось выдержать в ходе Котельниковской операции при отражении наступления группировки фон Манштейна, пытавшегося деблокировать окруженную под Сталинградом 6-ю немецкую армию. В этом сражении неоднократно части дивизии вели боевые действия в окружении. 21 декабря дивизию передали в 5-ю ударную, затем во 2-ю гвардейскую армии Сталинградского фронта (с 1 января 1943 года — Южный фронт). В начале января 1943 года дивизия была выведена в резерв на пополнение. В мае 1943 года майор Шаповалов был зачислен в резерв командующего кавалерией Красной Армии, затем направлен учиться в академию.
В июне 1944 года окончил ускоренный курс Военной академии РККА имени М. В. Фрунзе, в сентябре дополнительно ещё и штабные курсы при ней. Вновь прибыл на фронт 13 октября 1944 года и получил назначение начальника штаба 23-й гвардейской мотострелковой бригады 7-го гвардейского танкового корпуса 3-й гвардейской танковой армии. Участвовал в Висло-Одерской, Сандомирско-Силезской, Нижнесилезской наступательной операции.
В апреле 1945 года гвардии подполковник Е. П. Шаповалов принял командование 23-й гвардейской мотострелковой бригадой и особо отличился в апреле-мае 1945 года в Берлинской наступательной операции. Бригада при форсировании рек Нейсе, Шпрее, Тельтов-канала и в уличных боях в Берлине уничтожила значительное количество боевой техники и войск противника, взяла в плен свыше 1200 солдат и офицеров, освободила лагерь военнопленных. За штурм Берлина 3 мая 1945 года был представлен к званию Героя Советского Союза.
Указом Президиума Верховного Совета СССР от 31 мая 1945 года за образцовое командование бригадой и проявленные при этом личное мужество и героизм гвардии подполковнику Евгению Петровичу Шаповалову присвоено звание Героя Советского Союза с вручением ордена Ленина и медали «Золотая Звезда» (№ 6548).
Окончил войну Е. П. Шаповалов участием в Пражской операции и в освобождении Праги. На фронте был ранен один раз тяжело и трижды — легко.
После войны продолжил службу в Вооружённых Силах СССР. В июле 1945 года бригада была сокращена в 23-й гвардейский мотострелковый полк в 7-й гвардейской танковой дивизии Группы советских оккупационных войск в Германии, и Шаповалов стал командиром этого полка. В январе 1947 года и полк был сокращён, став 23-м гвардейским кадрированным мотострелковым батальоном 7-го гвардейского танкового полка, командиром также оставлен Шаповалов. С апреля 1948 года — заместитель командира 6-го гвардейского кадрированного механизированного полка 4-й гвардейской кадрированной танковой дивизии. С ноября 1949 — заместитель командира 6-й гвардейской механизированной дивизии 4-й гвардейской кадровой механизированной армии. С июля 1950 по январь 1951 года — заместитель командира 2-й гвардейской танковой дивизии (Ленинградский военный округ).
В 1951 году окончил академические курсы усовершенствования офицерского состава при Военной академии бронетанковых и механизированных войск Советской армии имени И. В. Сталина. По окончании курсов вернулся на прежнюю должность. С октября 1953 года — командир 72-й гвардейской механизированной дивизии в Забайкальском военном округе. В марте 1956 года генерал-майор танковых войск Е. П. Шаповалов уволен в отставку по болезни.
Жил в Иркутске, через несколько лет переехал на Украину. В 1960—1965 годах работал директором совхоза в Фастовском районе Киевской области. С 1965 года находился на пенсии и жил в Киеве.
Умер 8 ноября 1977 года, похоронен в Киеве на Лукьяновском военном кладбище.

## Воинские звания
- старший лейтенант (1936);
- капитан (5.01.1937);
- майор (август 1941);
- подполковник (14.10.1943);
- полковник (21.02.1948);
- генерал-майор танковых войск (31.05.1954).

## Награды
- Герой Советского Союза (31.05.1945)
- Два ордена Ленина (31.05.1945, 5.11.1946)
- Четыре ордена Красного Знамени (8.02.1943, 05.11.1944, 13.04.1945, …)
- Медали СССР

Иностранные ордена и медали
- орден «Виртути Милитари» V класса (Польша, 1945)
- Военный крест 1939 года (Чехословакия, 1945)
- Медаль «За Одру, Нису и Балтику» (Польша)
- Медаль «Победы и Свободы» (Польша, 1946).

## Память
- Именем Героя генерала Шаповалова Е. П. названа улица в городе Ростов-на-Дону.